# Johann Emanuel Brik
Johann Emanuel Brik (* 7. Mai 1842 in Heřmanův Městec, Böhmen; † 7. Jänner 1925 in Eferding, Oberösterreich) war ein österreichischer Brückenbautechniker und Hochschullehrer.

## Leben
Johann Emanuel Brik studierte an der Technischen Hochschule in Wien. In den Jahren 1866 bis 1868 war er dort auch Assistent für Wasser- und Straßenbau. In den Jahren 1868 bis 1870 entwarf er Brücken für die Pustertalbahn und die Bahnstrecke St. Peter in Krain-Fiume der Südbahn. In den Jahren 1870 bis 1873 plante er Brücken der Nordwestbahn zwischen Jungbunzlau und Kolin und die Znaimer Eisenbahnbrücke, sowie an der Bahnstrecke Kolín–Děčín (Elbetalbahn).
Im Jahr 1873 wurde er ordentlicher Professor an der Technischen Hochschule Brünn für Brückenbau und Baumechanik. In den Jahren 1876/1877 und 1885/1886 war er auch Rektor der Hochschule.
Weitere Bauwerke waren die Schwarzawabrücke bei Brünn. Aber auch andere Eisenkonstruktionen, wie für einen Budapester Bahnhof oder den Bühnendachstuhl des Stadttheaters Brünn plante er. 
Im Jahr 1893 wurde er Professor an der Technischen Hochschule Wien für Brückenbau. 1897/1898 war er auch Rektor der Hochschule. 1903 bis 1905 war er Dekan der Bauingenieurschule.
1913 wurde er pensioniert.